# (4538) Vishyanand
(4538) Vishyanand est un astéroïde de la ceinture principale.

## Description
(4538) Vishyanand est un astéroïde de la ceinture principale. Il fut découvert le 10 octobre 1988 à Toyota par Kenzo Suzuki. Il présente une orbite caractérisée par un demi-grand axe de 2,42 UA, une excentricité de 0,15 et une inclinaison de 3,9° par rapport à l'écliptique.

## Compléments